# 名古屋大學博物館

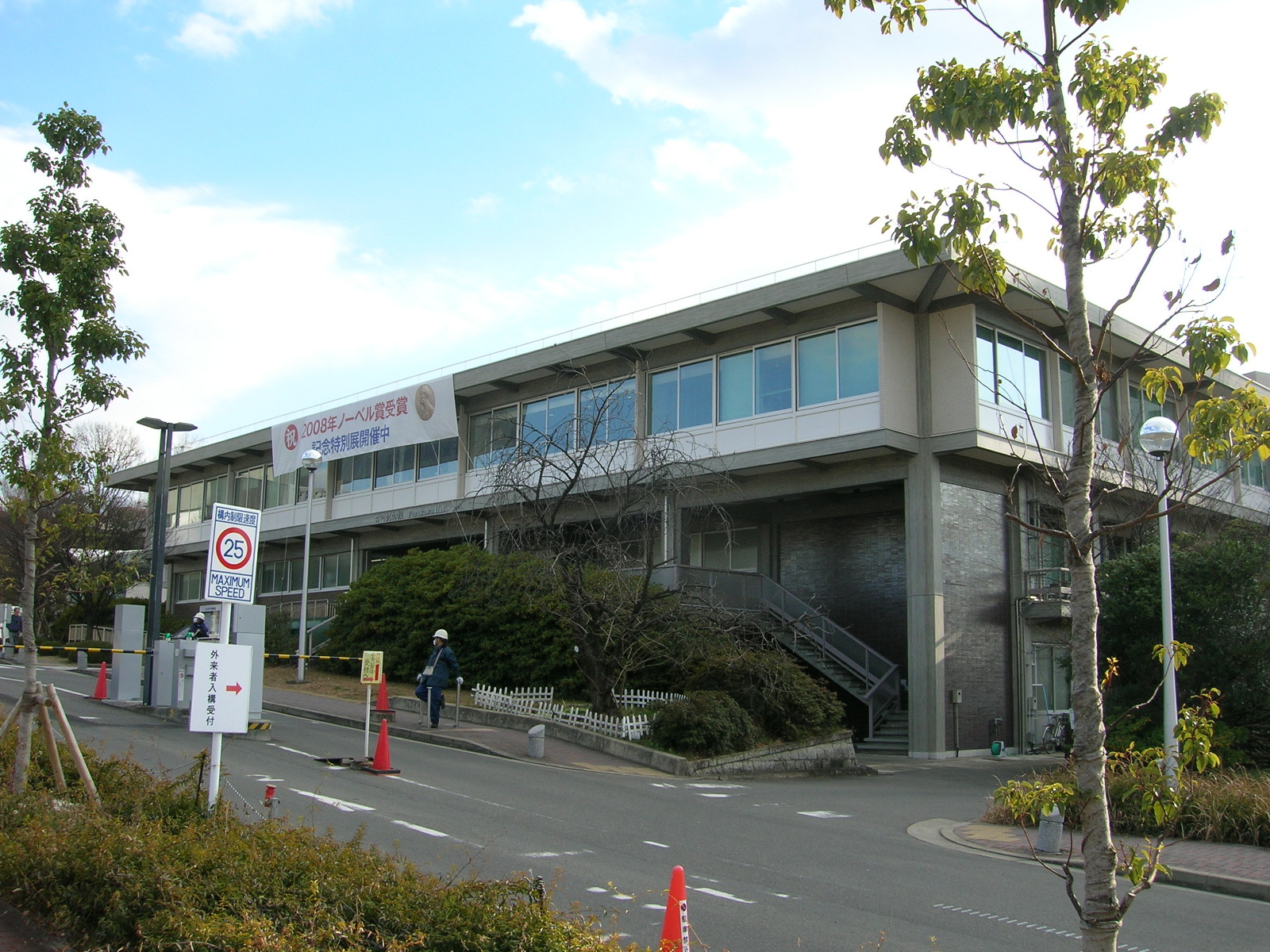
名古屋大學博物館

名古屋大學博物館（日语：なごやだいがくはくぶつかん）是位於日本愛知縣名古屋市千種區名古屋大學內的一座博物館。

## 历史
名古屋大學博物館的前身是設立於1982年的名古屋大學綜合研究資料館。2000年4月改為名古屋大學博物館，是日本第五個國立大學綜合博物館，收藏資料數約有11萬件。博物館還設有野外觀察園。

## 外部連結
- 维基共享资源上的相關多媒體資源：名古屋大學博物館
- 名古屋大学博物館 （页面存档备份，存于）（日語）